# 竹林美佳
竹林 美佳（たけばやし みか、1983年4月22日 - ）は、日本の小説家。神奈川県出身。東京都江戸川区在住。
2015年、「地に満ちる」で第39回すばる文学賞佳作を受賞。

## 著作

### 雑誌掲載
- 「地に満ちる」『すばる』2015年11月号
- 「愛の単離」『すばる』2016年12月号
- 「弱い愛」『すばる』2020年12月号